# Codex canadensis

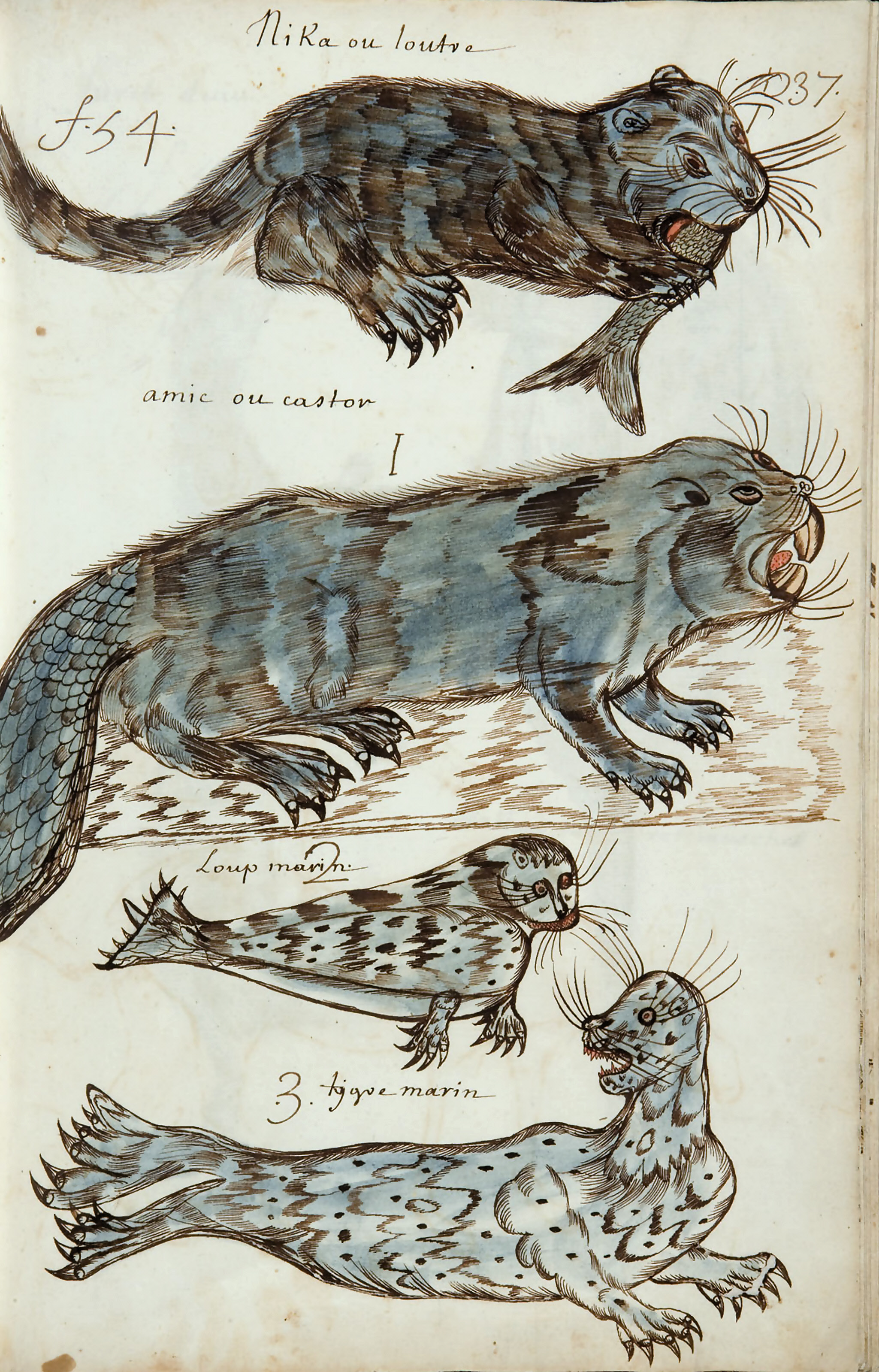
Codex canadensis, p. 37
loutre, castor, loup marin et tigre marin.

Le Codex canadensis est un manuscrit sur parchemin réalisé entre 1664 et 1675 par un prêtre jésuite français, Louis Nicolas qui, comme missionnaire parmi les nations de Nouvelle-France, s'intéressa beaucoup aux Nord-Amérindiens rencontrés et en décrivit les différents aspects de leurs mœurs et culture, comme de la faune et flore de leur territoire.      

## Présentation
Le Codex canadensis comporte 180 dessins illustrant la flore, la faune et les peuples autochtones Nord-Amérindiens de Nouvelle-France vers la fin du XVIIe siècle. La technique utilisée est le traçage à l'encre brune parfois complémenté par de l'aquarelle. 
De retour en France, il réalisa le Codex canadensis, probablement pour illustrer son Histoire naturelle des Indes occidentales, manuscrit conservé à la Bibliothèque nationale de France.
Le Codex compte 79 pages, dont 53 planches illustrant l'histoire naturelle proprement dite, soit 18 plantes, 67 mammifères, 56 oiseaux, 33 poissons et une dizaine de reptiles, batraciens et insectes,.
Les originaux sont aujourd'hui conservés au musée Gilcrease Museum (en) de Tulsa, en Oklahoma.